# Euproctis apicipuncta
Euproctis apicipuncta är en fjärilsart som beskrevs av Holland 1893. Euproctis apicipuncta ingår i släktet Euproctis och familjen tofsspinnare. Inga underarter finns listade i Catalogue of Life.